# Битва за Гагру
Битва за Гагру (груз. გაგრის ბრძოლა) — сражение между грузинскими войсками с одной стороны и абхазскими формированиями, при поддержке иррегулярных формирований Конфедерации горских народов Кавказа (КГНК), с другой стороны с 1 по 6 октября 1992 во время войны в Абхазии за контроль над Гагрой. Абхазские войска взяли под контроль Гагру, одержав победу над ослабленными грузинскими войсками (которые были меньше по численности, но имели больше танков и БТР), в ходе неожиданного нападения. Взятие Гагры абхазской стороной стало одним из факторов ухудшения российско-грузинских отношений.

## Предпосылки
Гагра — черноморский курортный город в северо-западной Абхазии, недалеко от российской границы. Грузинские силы взяли под свой контроль город, одержав победу над абхазскими отрядами в ходе комплексной военной операции в августе 1992 года, в попытке организовать наступление на юг против самопровозглашённого анклава вокруг Гудауты, где находилось абхазское руководство после того, как грузинские войска вошли в столицу Сухуми. Гудаута был также базой для размещения военных комплексов советской эпохи, которые в общей сложности состояли из 643-го зенитного ракетного и продовольственного полков, которые снабжали абхазов.
После неудачного начала кампании, абхазские лидеры пытались убедить Россию и Конфедерацию горских народов Кавказа вмешаться в конфликт. Конфедерация ответила на просьбу, объявив войну Грузии и послав сотни добровольцев абхазской стороне. Тем временем, 3 сентября российское правительство инициировало подписание соглашения о перемирии, согласно которому большая часть Абхазии оставалась под контролем Грузии, но та, в свою очередь, была обязана вывести большую часть своих войск и техники из Гагры и её окрестностей. Стороны конфликта возобновили переговоры относительно статуса Абхазии в составе Грузии, неприкосновенная территориальная целостность которой была подчеркнута в соглашении о перемирии.

## Битва
Соглашение о перемирии не имело долговременный характер.
Вскоре после подписания соглашения, абхазская сторона объявила, что грузинское правительство не выполняет свои обязательства по соглашению.
Грузинская же сторона, согласно информации, предоставленной генерал-лейтенанту российской армии Суфьяном Бепаевым, заместителем командующего Прикавказским военным округом, выполнила условия соглашения 3 сентября и к 30 сентября 1 200 единиц личного состава грузинских войск и военной техники были отозваны из области.
1 октября, спустя неделю после того, как Верховный Совет России выразил осуждение политики Грузии в Абхазии и потребовал ввести российские силы по поддержанию мира в регионе, объединённые абхазские и северокавказские силы возобновили военные действия и начали наступление на Гагру. Среди тех, кто сражался на абхазской стороне, был малоизвестный в то время чеченский военачальник Шамиль Басаев, который был назначен заместителем министра обороны в абхазском правительстве и ответственным за гагрский фронт.
В наступлении принимали участие танки T-72, ракетные пусковые установки БМ-21 и другая тяжёлая техника, обладание которыми со стороны Абхазии не афишировалось. Союзники предоставили боевые вертолёты и бомбардировщики Су-25. Тип и количество военной техники, которая помогло продвинуть наступление абхазских сил, были первой и первичной причиной грузинских подозрений в российской помощи сепаратистам. Российские пограничники обвинялись в, по крайней мере, не препятствовании пересечения российско-абхазской границы бойцам северокавказских сил. Грузинская сторона также обвиняла русских в помощи нападавшим, установлении военно-морской блокады береговой линии и утверждала, что заместитель министра Обороны Российской Федерации, М.Колесников был непосредственно ответственен за планирование операции.
Застигнутые врасплох, немногочисленные военные подразделения, остававшиеся в городе, были вынуждены обороняться и отступить, однако это продолжалось недолго: грузинские войска быстро оправились и в течение нескольких часов восстановили линии фронта. Соединённые абхазо-северокавказские силы снова объединились и начали наступление в районе Гагры и 2 октября захватили город. Поскольку стало очевидно, что грузинские силы не могут более удерживать Гагру, тысячи грузинских гражданских лиц незамедлительно бежали в деревни Гантиади и Леселидзе к северу от города. В последующие дни деревни также пали, что вынудило беженцев к перемещению к российской границе. Российские пограничники позволили части грузинских гражданских лиц и военнослужащих пересечь границу, затем переправив их в Грузию. Согласно некоторым источникам, командующий грузинскими силами в Гагре Георгий Каркарашвили и некоторые из его соратников были также эвакуированы вертолётом на российскую территорию.
Те грузины, которые оставались в Гагре и окружающих деревнях, были подвергнуты сильной репрессивной кампании, организованной Басаевым и бойцами абхазских сил (многие из них были беженцами, которые ранее бежали с территории Грузии и хотели отомстить за преследования). Согласно некоторым источникам, сто грузин незаконно удерживались на центральном стадионе в Гагре, где позже они были обезглавлены и их головы использовались как мячи в футбольном матче. Официальные грузинские источники указывают на 429 гражданских лиц, которые были убиты во время сражений либо через некоторое время. Михаил Джинчарадзе, влиятельный грузинский политический деятель, представитель Гагры, занимающий пост Заместителя Председателя Высшего Совета Абхазии, был захвачен в собственном доме и казнён по решению его абхазских друзей.
Сражение в Гагре породило первые слухи о российской помощи абхазской стороне и отметило начало быстрого ухудшения отношений Грузии с Россией. К концу октября глава грузинского государства, Эдуард Шеварднадзе, приостановил переговоры по российскому посредничеству, объявив, что из-за «явного вмешательства России, включая военное, … во внутренние дела суверенной Грузии, у нас нет иного выбора.» Грузинская пресса писала: «Тбилиси бездействует. Русские танки атакуют и берут Гагру», «Российский парламент может записать себе в актив: военные формирования России вкупе с абхазской 'пятой колонной' оккупировали часть Грузии», «Кто ответит за пролитую кровь?».
Борьба за Гагру продолжалась до 6 октября 1992 года. После захвата Гагры, абхазо-севорокавказские силы быстро получили контроль над стратегической областью вдоль российской границы, и закрепили успех, наступая по побережью от Гагры до реки Гумиста, к северо-западу к Сухуми, подвергая непосредственной опасности региональную столицу. Грузинские беженцы или были перевезены самолётом через границу, или были эвакуированы.